# Femme, Vie, Liberté
« Femme, Vie, Liberté » (en kurde : jin, jîyan, azadî) est un slogan politique kurde utilisé dans le mouvement national iranien, puis repris dans l'ensemble de l'Iran au cours des manifestations de 2022 qui ont suivi la mort de Jina Mahsa Amini, une jeune femme kurde de 22 ans assassinée par la police des Mollahs.

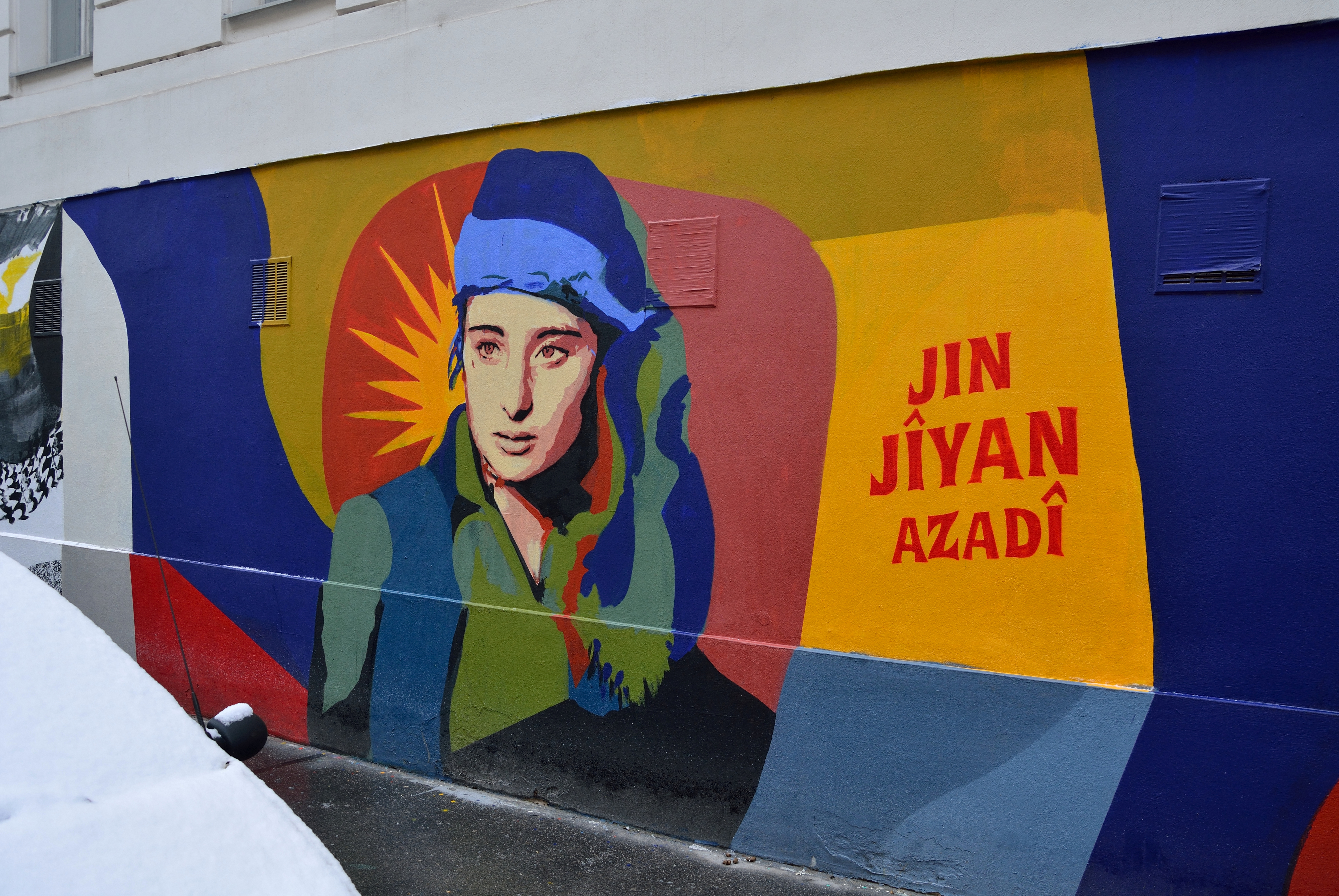
Une peinture murale par Btoy à Vienne montre une femme kurde et le slogan Femmes, Vie, Liberté en kurde.

Lors de ces manifestations iraniennes, ainsi que dans les manifestations de soutien à ce mouvement, le slogan est utilisé par les manifestants du monde entier, en persan (زن، زندگی، آزادی (Zan, Zendegi, Azadi)) voire dans d'autres traductions.

## Origines
L'origine du slogan remonte au mouvement de libération kurde de la fin du XXe siècle. Il a été utilisé par des membres du mouvement des femmes kurdes, une partie du mouvement de liberté kurde fondé sur l'activisme populaire en réponse à la persécution des gouvernements iranien, irakien, turc et syrien. Il est scandé pour la première fois en 2006 par des femmes kurdes en Turquie. Il est popularisé par des personnalités kurdes telles qu'Abdullah Öcalan dans ses écrits anticapitalistes et anti-patriarcaux.

## Utilisation

### Iran
Le slogan est scandé lors des manifestations qui ont fait suite à la mort de Mahsa Amini en septembre 2022 : d'abord lors des funérailles d'Amini à Saqqez, puis à Sanandaj après ses funérailles. Le 21 septembre, le slogan a été repris par les étudiants de l'Université de Téhéran et par des manifestants dans tout le pays les jours suivants.
Il est également repris par le chanteur Sherwin Hajipour dans sa chanson Baraye..., qui est devenue l'hymne officieux des manifestations anti-gouvernementales en Iran.
En octobre 2023, le prix Sakharov pour la liberté de l'esprit est décerné à Mahsa Amini et au mouvement iranien Femme, Vie, Liberté.
Selon des ONG, le mouvement Femme, Vie, Liberté créé après la mort de la jeune Mahsa Amini en septembre 2022 a été massivement réprimé par les autorités iraniennes, avec au moins 551 morts et des milliers de personnes arrêtées. En novembre 2024, Ahou Daryaei, une étudiante iranienne, ôte ses vêtements pour protester contre un contrôle de police sur sa tenue vestimentaire. L'image génère un fort impact médiatique international et remet sur le devant de la scène le slogan,,.

### France
En 2018, lors du Festival de Cannes, le casting des Filles du soleil scandait « Jin, Jiyan, Azadî ». Libération a repris le slogan en persan et en français (Femme, Vie, Liberté) sur sa page de couverture avec une photo de femmes iraniennes non voilées en septembre 2022,.
En mars 2023, le Palais de la porte dorée, en partenariat avec les Musée d'Art Moderne de Paris, le Palais de Tokyo, les Beaux-Arts de Paris et le réseau Paris Musées, propose sur tout le territoire français une sélection d'affiches et de posters en soutien du combat des femmes iraniennes.
Pour le premier anniversaire de la mort de Mahsa Amini, de nombreux médias français et européens rendent hommage à la révolution des femmes en Iran et remettent le slogan à l'honneur,,.
Un roman graphique collectif, édité par L'iconoclaste et traduit dans plusieurs langues, est publié sous la direction de Marjane Satrapi,. Plusieurs dessinateurs sont conviés :  Joann Sfar, Coco, Mana Neyestani, Catel, Pascal Rabaté, Patricia Bolanos, Paco Roca, Bahareh Akrami, Hippolyte, Shabnam Adiban, Lewis Trondheim, Deloupy, Touka Neyestani, Bee, Winshluss, Nicolas Wild, Hamoun ainsi que des spécialistes de l'Iran comme l'universitaire Abbas Milani, Farid Vahid et Jean-Pierre Perrin.

## Œuvres inspirées par le slogan
Plusieurs ouvrages et créations reprennent le slogan.

### Ouvrages
- 2023 : Femme ! Vie ! Liberté ! , Échos d'un soulèvement révolutionnaire en Iran, Chowra Makaremi[18].
- 2023 : Femme vie liberté, roman graphique sous la direction de Marjane Satrapi, (Éditions de l'Iconoclaste).
- 2023 : Femme, Vie, Liberté : parlons-en , Fahimeh Robiolle.

### Documentaire
- [vidéo][Production de télévision] « Femme, vie, liberté - Une révolution iranienne », Mohamad Hosseini et Claire Billet (réalisation) sur Arte, 2023, 53 min, Arte France, Artline Films, Mehdi Karami Films (consulté le 18 août 2024)